# François de Fontanges (1744-1806)
Pour les articles homonymes, voir François de Fontanges (1740-1822) et Fontanges.
François de Fontanges (1744–1806) est un prélat catholique, aumônier de la reine Marie-Antoinette à Versailles, puis évêque de Nancy de 1783 à 1787, archevêque de Bourges de 1787 à 1788, archevêque de Toulouse de 1788 à 1801, puis archevêque d'Autun de 1802 à 1806.

## Biographie
François de Fontanges est né le 8 mars 1744, au château de la Fauconnière, à Gannat. Il appartient à une vieille famille auvergnate, originaire de Fontanges. 
Il devient en 1783 le second évêque de Nancy : désigné le 15 juin 1783, sa désignation est confirmée le 18 juillet 1783. Il est ensuite sacré évêque le 17 août 1783 par l'archevêque de Toulouse, Étienne-Charles de Loménie de Brienne. 
Il devient archevêque de Bourges en 1787. Désigné le 14 octobre 1787, sa désignation est confirmée le 17 décembre 1787, et il est installé dans sa fonction le 3 février 1788. Abbé commendataire de l'abbaye Saint-Victor de Marseille de 1788 à 1790, il devient archevêque de Toulouse en 1788. Désigné le 30 mars 1788, sa désignation est confirmée le 15 septembre 1788, et il est installé dans sa fonction le 24 février 1789. Il ne reste que peu de temps, car quelques semaines plus tard, il est élu député aux États généraux pour le clergé de la sénéchaussée de Toulouse, et quitte Toulouse pour Versailles, où siègent les États généraux réunis par Louis XVI. Peu favorable aux réformes de la Révolution, il siège à la droite de l'assemblée constituante. Il émigre ensuite en Suisse, au Piémont, en Italie, puis en Grande-Bretagne. C'est au cours de cet exil à Londres (1792-1796) qu'il rédige pour le marquis Marc-Marie de Bombelles le récit le plus proche des événements de la fuite de Varennes, relatée d'après les confidences de la reine.
Rentré en France, il se retire de sa charge archiépiscopale le 5 novembre 1801. Il est nommé évêque d'Autun en 1802, mais conserve à titre exceptionnel le titre d'archevêque qu'il portait précédemment. Désigné le 30 septembre 1802, sa désignation est confirmée le 20 décembre 1802, et il est installé dans sa fonction le 30 mars 1803.
Il meurt le 26 janvier 1806, après avoir visité à Autun des prisonniers autrichiens malades du typhus ou du choléra.
Il repose dans le caveau des évêques à la cathédrale Saint-Lazare d'Autun.

## Armes
De gueules au chef d'or chargé de 3 fleurs de lys d'azur.